# Diocese de Ondijiva
A Diocese de Ondijiva (Diœcesis Ondiivana) é uma circunscrição eclesiástica da Igreja Católica em Angola, pertencente à Província Eclesiástica do Lubango, sendo sufragânea da arquidiocese do Lubango. A sé episcopal está na catedral de Nossa Senhora das Vitórias, na cidade de Ondijiva, na província do Cunene.

## Histórico
Foi criada no dia 10 de agosto de 1975 pela bula Quoniam apprime, pelo Papa Paulo VI, quando foi desmembrada da diocese de Nova Lisboa. Recebeu inicialmente o nome de diocese de Pereira de Eça (diœcesis Pereirensis de Eça). Foi primeiro bispo o senhor dom Fernando Guimarães Kevanu.
Entre sua criação e 3 de fevereiro de 1977 foi sufragânea da arquidiocese de Luanda, quando tornou-se finalmente sufragânea e parte da província eclesiástica da arquidiocese de Lubango.
Em 16 de maio de 1979 assumiu seu nome atual, regulado pelo decreto Cum Excellentissimus, emitido pela Congregação para a Evangelização dos Povos.
Em função da Guerra de Independência de Angola e da Guerra Civil Angolana, bem como da seguinte ocupação militar sul-africana, Ondijiva não pôde ter bispo-residente oficial até o ano de 1986. Dom Fernando Guimarães Kevanu acabou por servir como Vigário-Geral da Diocese de Ondijiva somente a partir de 1980, estando nesta função até 1986. Neste ano, a 12 de setembro, torna-se Administrador Apostólico da Diocese de Ondijiva, função que o tornava o efetivo responsável pela igreja no Cunene. A Diocese de Ondijiva somente pôde ter oficialmente Kevanu como bispo em 30 de janeiro de 1988, data em que esta era o mais frágil organismo administrativo católico angolano, contando com somente de cinco sacerdotes em serviço.
Tem uma superfície de 83 900 km². Está localizada no sul de Angola, abarcando a totalidade da província do Cunene. A população do território diocesano é composta por inúmeras origens étnicas, mas com uma maioria de ovambos.

## Lista de bispos de Ondijiva
|        | Nome                      | Período    | Notas  |
| Bispos | Bispos                    | Bispos     | Bispos |
| ------ | ------------------------- | ---------- | ------ |
| 2º     | Pio Hipunyati             | 2011-atual |        |
| 1º     | Fernando Guimarães Kevanu | 1988-2011  |        |